# 2017 în literatură
- 2016 în literatură — 2017 în literatură — 2018 în literatură

2017 în literatură implică o serie de evenimente:

## Cărți noi

### Ficțiune (autori străini)
- Ayobami Adebayo – Stay With Me (March 2, UK)
- Paul Auster – 4 3 2 1 (January 31)
- Brunonia Barry – The Fifth Petal: a novel
- Darcey Bell – A Simple Favor (March 1)
- Dan Brown – Origin (October 3)
- Peter Carey – A Long Way From Home (October 30, Australia)
- J. M. Coetzee – The Schooldays of Jesus (February 21)
- Claire G. Coleman – Terra Nullius
- Curtis Dawkins – The Graybar Hotel (July 4)
- Didier Decoin – Le bureau des jardins et des étangs (The Office of Gardens and Ponds) (France)
- Steve Erickson – Shadowbahn
- Christine Féret-Fleury – La fille qui lisait dans le Métro (The Girl who Read on the Metro) (March 9, France)
- Karl Geary –  Montpelier Parade (August 31)
- John Grisham – Camino Island (June 6)
- Mohsin Hamid – Exit West (March 2, UK)
- Catherine Hernandez - Scarborough
- Alan Hollinghurst – The Sparsholt Affair (September 26, UK)
- Gail Honeyman – Eleanor Oliphant is Completely Fine (UK)
- N. K. Jemisin] – The Stone Sky (August 15)
- Lisa Jewell – Then She Was Gone (July 27, UK)
- The Justified Ancients of Mu Mu (Bill Drummond and Jimmy Cauty) – 2023 (August 23, UK)
- Ian McDonald – Luna: Wolf Moon (March 23, UK)
- Jon McGregor – Reservoir 13 (April 6, UK)
- Claude McKay (died 1948) – Amiable with Big Teeth: A Novel of the Love Affair Between the Communists and the Poor Black Sheep of Harlem (February 7; written 1941)
- Robert Menasse – Die Hauptstadt (The Capital) (Germany)
- Denise Mina – The Long Drop (March 2, UK)
- Fiona Mozley – Elmet (August 10, UK)
- Neel Mukherjee – A State of Freedom (July 6, UK)
- Timothy Ogene – The Day Ends Like Any Day (April 6, UK)
- James Patterson & Candice Fox – Never Never (January 16, US)
- Tim Pears – The Horseman (January, UK)
- Gwendoline Riley – First Love (February, UK)
- Sally Rooney – Conversations with Friends (June, UK)
- George Saunders – Lincoln in the Bardo (February 14)
- Rachel Seiffert – A Boy in Winter (June 1, UK)
- Kamila Shamsie – Home Fire (August 15, UK)
- Joss Sheldon – Money Power Love (October 7, UK)
- Elizabeth Strout – Anything is Possible (April 25)
- J. R. R. Tolkien (died 1973), edited by Christopher Tolkien – Beren and Lúthien (June 1, UK; original version written 1917)
- Zlatko Topčić – zavrsna.rijec & Dagmar
- Éric Vuillard – The Order of the Day (L'Ordre du jour) (April 29, France)
- Jesmyn Ward – Sing, Unburied, Sing (September 5)
- Sarah Winman – Tin Man (July 27, UK)
- Kathleen Winter – Lost in September

## Premii literare
- Premii UNITER
- Medalia Premiului NobelPremiul Nobel pentru Literatură — Kazuo Ishiguro
- Norvegia - Premiul pentru literatură al Colecției Lingvistice — Jan Kristoffer Dale

## Decese
- 2 ianuarie – John Berger, romancier, pictor, critic de artă și poet englez, 90, (n. 1926)[1]
- 12 ianuarie – William Peter Blatty, autor american (Exorcistul - The Exorcist), 89, (n. 1928)[2]
- 25 ianuarie – 
  - Buchi Emecheta, romancier din  Nigeria  și autor de literatură pentru copii (Prețul miresei - The Bride Price, Bucuriile de a fi mamă - The Joys of Motherhood), 72, (n. 1944)[3]
  - Harry Mathews, romancier și poet american, 86, (n. 1930)[4]
- 29 ianuarie – Howard Frank Mosher, romancier american (Unde râurile curg spre nord - Where the Rivers Flow North), 74, (n. 1942)
- 30 ianuarie – Teresa Amy, poetă și translatoare din  Uruguay, 66, (n. 1950)[5]
- 1 februarie – William Melvin Kelley, romancier american, 79, (n. 1937)[6]
- 8 februarie – Tom Raworth, poet din  Anglia, 78, (n. 1938)
- 10 martie – Robert James Waller, romancier american (Podurile din Comitatul Madison - The Bridges of Madison County), 77, (n. 1939)[7]
- 16 martie – Torgny Lindgren, scriitor din  Suedia, 78, (n. 1938)[8]
- 17 martie – Derek Walcott, poet și dramaturg din Santa Lucia, Premiul Nobel pentru literatură (1992), 87, (b. 1930)[9]
- 1 aprilie – Evgheni Evtușenko, poet și umanist din  Rusia, 84, (n. 1933)[10]
- 1 mai – 
  - Anatoli Aleksin — scriitor și poet din  Rusia, 92, (n. 1924)[11]
  - Mohamed Talbi — istoric și autor de non-ficțiune din  Tunisia, 95, (n. 1921)[12]
- 24 mai – Denis Johnson, american, poet, romancier (Copacul fumului - Tree of Smoke) și autor de proză scurtă (Fiul lui Hristos - Jesus' Son), 67, (n. 1949).[13]
- 2 iunie – 
  - Jaroslav Kořán, scriitor, translator și politician din  Cehia, 77, (n. 1940)[14]
  - Barrie Pettman, autor, publicist și filantropist englez, 73, (n. 1944)[15]
  - S. Abdul Rahman, poet din  India, 79, (n. 1937)[16]
- 4 iunie – 
  - Juan Goytisolo, eseist, poet și romancier din  Spania, 86, (n. 1931)[17]
  - Jack Trout, marketer și autor de non-ficțiune american, 82, (n. 1935)[18]
- 5 iunie – 
  - Helen Dunmore, poetă, romancieră, scriitoare de literatură pentru copii din  Anglia, 64, (n. 1952)
  - Anna Jókai, scriitoate din  Ungaria, 84, (n. 1932)[19]
- 8 iunie – Naseem Khan, jurnalistă britanică, 77, (n. 1939)[20]
- 12 iunie – C. Narayana Reddy, poet și scriitor de limbă telugu din  India, Premiul Jnanpith Award, 85, (n. 1931)[21]
- 27 iunie – Michael Bond, autor englez (Ursul Paddington - Paddington Bear), 91, (n. 1926)[22]
- 28 iunie – Bruce Stewart, autor și dramaturg din  Noua Zeelandă, 80, (n. 1936)[23]
- 2 iulie – 
  - Tony Bianchi, autor de limbă galeză, 65, (n. 1952)[24]
  - Jack Collom, american, poet, eseist și profesor de poezie, 85, (n. 1931)[25]
  - Abiola Irele, critic literar din  Nigeria , 81, (n. 1936)[26]
  - Fay Zwicky, poet din  Australia, 83, (n. 1933)[27]
- 5 iulie – Irina Ratushinskaya, poetă din  Rusia, 63, (n. 1954)[28]
- 9 iulie – 
  - Miep Diekmann, scriitor neerlandez de literatură pentru copii, 92, (n. 1925)[29]
  - Anton Nossik, antreprenor Internet și scriitor de non-ficțiune din  Rusia, 51, (n. 1966)[30]
- 10 iulie – Peter Härtling, scriitor și poet german, 83, (n. 1933)[31]
- 23 septembrie – Harvey Jacobs, autor american, 87, (n. 1930)[32]
- 20 noiembrie — Amir Hamed, scriitor, eseist și translator din  Uruguay, 55, (n. 1962)[33]
- 28 decembrie — Sue Grafton, autoare americană de literatură mystery, 77, (n. 1940)[34]